# دانيال جون سنايدر جونيور
دانيال جون سنايدر جونيور (بالإنجليزية: Daniel John Snyder, Jr.)‏ هو محامي وقاضي أمريكي، ولد في 2 مايو 1916 في غرينسبورج في الولايات المتحدة، وتوفي في 11 مايو 1980.